# Anna Chancellor
Anna Theodora Chancellor (27 de abril de 1965) es una actriz británica. Se la conoce principalmente por su actuación como «Duckface» en Cuatro bodas y un funeral junto a Hugh Grant. También ha sido reconocida por su trabajo como Caroline Bingley en la adaptación de Orgullo y prejuicio de 1995 y en la serie de espías Spooks, en la que interpreta a Juliet Shaw.

## Biografía
Anna es hija de John Paget Chancellor y Mary Alice Joliffe (hija de William Jolliffe, 4.º barón Hylton). Por su madre, Anna es tatara-tatara-bisnieta del primer ministro H. H. Asquith y por su padre es tatara-tatara-nieta del conde de Winchilsea y Nottingham. Su tío es el periodista y comentador Alexander Chancellor y uno de sus antepasados fue la famosa escritora Jane Austen.
Durante su tercer año en la Academia de Música y Artes Dramáticas de Londres y a los veintiún años, quedó embarazada y la abandonó. En 1988 Anna dio a luz a su hija Poppy Chancellor, fruto de su relación con el poeta escocés Jock Scott; sin embargo, la relación terminó. 
En 1993 comenzó a salir con el camarógrafo Nigel Willoughby, a quien conoció mientras hacía un anuncio de Boddington's; la pareja se casó ese mismo año, pero se divorció en 1999. 
Más tarde comenzó a salir con Redha Debbah, un técnico de sonido. La pareja finalmente se casó en 2010.

## Carrera
Anna ha trabajado en diversos papeles en teatro, cine y televisión; en la televisión en 1995 protagonizó la adaptación de Orgullo y prejuicio y en 2002 apareció en Tipping the Velvet. En 2005, se unió al elenco de la serie dramática de televisión Spooks, donde dio vida a Juliet Shaw.
Otras de sus apariciones en televisión fueron en Jupiter Moon, en la miniserie Karaoke, Cold Lazarus, The Dreamers, Inspector Morse, Agatha Christie: Poirot, la comedia satírica Suburban Shootout y en varios episodios de Kavanagh QC. 
Uno de sus papeles más memorables en el cine fue el de «Duckface» en la comedia Cuatro bodas y un funeral de 1994, junto a Hugh Grant y Andie MacDowell.
Chancellor trabajó en la película Agente Cody Banks 2: Destino Londres, y en el thriller romántico Breaking.
También apareció en Staggered y en las comedias The Man Who Knew Too Little con Bill Murray y en The Hitchhiker’s Guide to the Galaxy como Questular Rontok.
En 1999 trabajó en Heart, en 2001 trabajó en Crush, donde hizo el personaje de Glynnis Payne y en 2003 apareció en la película What a Girl Wants junto a Amanda Bynes. En 2008 trabajó en las series Marple: Murder Is Easy donde actuó junto a la actriz Shirley Henderson y en My Family como Zelda Nobbs. En 2009 trabaja en la comedia House Husbands.
En 2011 apareció en la miniserie The Hour donde interpretó a la corresponsal Lix Storm hasta 2012.
En 2012 se unió al elenco de la serie Pramface donde interpreta a Janet Derbyshire hasta ahora.
En 2014 se unió al elenco de la miniserie Fleming: The Man Who Would Be Bond donde interpretó a la teniente Monday, una oficial de y secretaria del almirante John Godfrey y enlace de Ian Fleming, Ian se inspira en Monday para crear el personaje de "Miss Moneypenny" en la serie Bond.
En julio de 2015 se anunció que Anna se había unido al elenco de la película This Beautiful Fantastic.

## Filmografía

### Series de televisión
| Año           | Título                             | Personaje              | Notas                                          |
| ------------- | ---------------------------------- | ---------------------- | ---------------------------------------------- |
| 2024          | My Lady Jane                       | Lady Frances Grey      | 8 episodios                                    |
| 2023          | Fifteen-Love                       | Andi Woodward          | Miniserie                                      |
| 2016-presente | New Blood                          | Eleanor Davies         | 7 episodios                                    |
| 2016          | Shetland                           | Phyllis Brennan        | 2 episodios                                    |
| 2014          | Mapp & Lucia                       | Emmeline "Lucia" Lucas | 3 episodios - miniserie                        |
| 2014          | Downton Abbey                      | Lady Anstruther        | episodio # 5.1                                 |
| 2014          | Penny Dreadful                     | Claire Ives            | episodio "Closer Than Sisters"                 |
| 2012-2014     | Pramface                           | Janet Derbyshire       | 14 episodios                                   |
| 2014          | Fleming: The Man Who Would Be Bond | Teniente Monday        | 4 episodios - miniserie                        |
| 2014          | Inside Number 9                    | Anna Chancellor        | episodio "Sardines"                            |
| 2013          | A Touch of Cloth                   | Hope Goodgirl          | 2 episodios                                    |
| 2011-2012     | The Hour                           | Lix Storm              | 12 episodios                                   |
| 2011          | Hidden                             | Elspeth Verney         | 4 episodios                                    |
| 2011          | Lewis                              | Judith Suskin          | episodio "The Gift of Promise"                 |
| 2011          | Waking the Dead                    | Lucy Christie          | 2 episodios                                    |
| 2011          | Hustle                             | Wendy Stanton          | episodio "Silent Witness"                      |
| 2010          | Miranda                            | Helena                 | episodio "New Low"                             |
| 2009-2010     | Law & Order: UK                    | Evelyn Wyndham         | 2 episodios: "Honour Bound" y "Anonymous"      |
| 2010          | Silent Witness                     | CS Karen Somerville    | 2 episodios                                    |
| 2008          | My Family                          | Zelda Nobbs            | episodio "Cards on the Table"                  |
| 2005-2007     | Spooks                             | Juliet Shaw            | 15 episodios                                   |
| 2006-2007     | Suburban Shootout                  | Camilla Diamond        | 11 episodios                                   |
| 2006          | Rebus                              | Amanda Morrison        | episodio "Let It Bleed"                        |
| 2003          | Blue Dove                          | Maria Bishop           | tv miniserie                                   |
| 2003          | Fortysomething                     | Estelle Slippery       | 6 episodios - junto a Hugh Laurie              |
| 2001          | The Cazalets                       | Diana Mackintosh       | 6 episodios                                    |
| 1999          | The Vice                           | Dra. Christina Weir    | 5 episodios                                    |
| 1995-1997     | Kavanagh QC                        | Julia Piper            | 11 episodios                                   |
| 1996          | Cold Lazarus                       | Anna Griffiths         | 3 episodios - junto a Frances de la Tour       |
| 1996          | Karaoke                            | -                      | 2 episodios                                    |
| 1990-1996     | Juppiter Moon                      | Mercedes Page          | 47 episodios                                   |
| 1995          | Pride and Prejudice                | Miss Bingley           | 6 episodios                                    |
| 1993          | Comedy Playhouse                   | Julia                  | episodio "The Complete Guide to Relationships" |
| 1993          | Agatha Christie's Poirot           | Virginie Mesnard       | episodio "The Chocolate Box"                   |
| 1992          | Inspector Morse                    | Sally Smith            | episodio "Cherubim & Seraphim"                 |

### Películas
| Año  | Título                                   | Personaje                    | Notas                                                                                      |
| ---- | ---------------------------------------- | ---------------------------- | ------------------------------------------------------------------------------------------ |
| 2022 | La señora Harris va a París              | Lady Dant                    | junto a Lesley Manville, Isabelle Huppert, Jason Isaacs, Lambert Wilson y Lucas Bravo      |
| 2015 | This Beautiful Fantastic                 | -                            | junto a Tom Wilkinson, Jessica Brown-Findlay, Andrew Scott, Jeremy Irvine y Sheila Hancock |
| 2013 | How I Live Now                           | Tía Penn                     | junto a Saoirse Ronan, Tom Holland, Corey Johnson y George MacKay                          |
| 2012 | We'll Take Manhattan                     | Lucie Clayton                | junto a Peter Firth, Helen McCrory, Aneurin Barnard y Fiona Button                         |
| 2011 | Hysteria                                 | Mrs. Bellamy                 | junto a Gemma Jones, Maggie Gyllenhaal y Hugh Dancy                                        |
| 2010 | More Afraid of You                       | Lucy                         | corto                                                                                      |
| 2010 | Critical Eye                             | Laura                        | junto a Hugh Bonneville                                                                    |
| 2009 | House Husbands                           | Sandra                       | junto a John Hannah, Marsha Thomason y Archie Panjabi                                      |
| 2008 | Marple: Murder Is Easy                   | Lydia Horton                 | junto a Shirley Henderson                                                                  |
| 2007 | Christmas at the Riviera                 | Diane                        | -                                                                                          |
| 2007 | St. Trinian's                            | Miss Bagstock                | junto a Rupert Everett y Gemma Arterton                                                    |
| 2007 | Baker Street Irregulars                  | Irene Adler                  | junto a Jonathan Pryce                                                                     |
| 2006 | The Secret Life of Mrs. Beeton           | Elizabeth Dorling            | -                                                                                          |
| 2006 | Breaking and Entering                    | Kate                         | junto a Jude Law, Robin Wright Penn, Ed Westwick y Juliette Binoche                        |
| 2005 | The Best Man                             | Dana                         | junto a Stuart Townsend, Amy Smart y Seth Green                                            |
| 2005 | Feeder                                   | Doctora                      | -                                                                                          |
| 2005 | The Hitchhiker's Guide to the Galaxy     | Questular Rontok             | junto a Zooey Deschanel, Mos Def, Warwick Davis y Stephen Fry                              |
| 2004 | Roman Road                               | Maddy Bancroft               | -                                                                                          |
| 2004 | Agent Cody Banks 2                       | Lady Josephine Kenworth      | junto a Frankie Muniz y Keith Allen                                                        |
| 2003 | Confused                                 | -                            | -                                                                                          |
| 2003 | The Dreamers                             | Madre                        | junto a Eva Green                                                                          |
| 2003 | Doc Martin and the Legend of the Cloutie | Nicky Bowden                 | -                                                                                          |
| 2003 | What a Girl Wants                        | Glynnis Payne                | junto a Patrick Stewart, Amanda Bynes, Colin Firth y Kelly Preston                         |
| 2002 | Tipping the Velvet                       | Diana Lethaby                | junto a Keeley Hawes                                                                       |
| 2001 | Crush                                    | Molly Cartwright             | junto a Andie MacDowell e Imelda Staunton                                                  |
| 2000 | Longitude                                | Muriel Gould                 | junto a Jeremy Irons y Michael Gambon                                                      |
| 1999 | Heart                                    | Nicola Farmer                | junto a Christopher Eccleston y Bill Paterson                                              |
| 1997 | The Man Who Knew Too Little              | Barbara Ritchie              | junto a Bill Murray, Peter Gallagher y Alfred Molina                                       |
| 1997 | FairyTale: A True Story                  | Peter Pan                    | junto a Peter O'Toole                                                                      |
| 1994 | Ellington                                | Ally Stone                   | -                                                                                          |
| 1994 | Princess Caraboo                         | Mrs. Peake                   | junto a Phoebe Cates y Jim Broadbent                                                       |
| 1994 | Staggered                                | Carmen Svennipeg             | -                                                                                          |
| 1994 | Tom & Viv                                | Mujer                        | junto a Willem Dafoe, Miranda Richardson y Rosemary Harris                                 |
| 1994 | Cuatro bodas y un funeral                | Henrietta "Duckface"         | junto a Hugh Grant, Andie MacDowell, John Hannah y Kristin Scott Thomas                    |
| 1993 | Century                                  | Mujer en Estación de Policía | junto a Clive Owen, Miranda Richardson y Lena Headey                                       |
| 1989 | Killing Dad or How to Love Your Mother   | Camarera                     | -                                                                                          |

### Apariciones
| Año  | Título                                                       | Notas                                                                                            |
| ---- | ------------------------------------------------------------ | ------------------------------------------------------------------------------------------------ |
| 2005 | A Waste of Shame: The Mystery of Shakespeare and His Sonnets | interpretó a Anne Hathaway - junto a Rupert Graves, Tom Sturridge, Tom Hiddleston y Indira Varma |

### Teatro
| Año        | Obra                    | Personaje | Director | Teatro                   |
| ---------- | ----------------------- | --------- | -------- | ------------------------ |
| 2011       | The Last Of The Duchess | -         | -        | Hampstead Theatre        |
| 2009       | The Observer            | -         | -        | National Theatre         |
| 2008       | Never So Good           | -         | -        | National Theatre         |
| 2006       | Mammals                 | Lorna     | -        | Osford Playhouse Theatre |
| 2001, 2002 | Boston Marriage         | -         | -        | Donmar Theatre           |
| 1998       | Black Comedy            | -         | -        | Comedy Theatre           |

## Premios y candidaturas
| Año  | Categoría                         | Premio                         | Serie/Obra | Resultado |
| ---- | --------------------------------- | ------------------------------ | ---------- | --------- |
| 2012 | Supporting Actress                | BAFTA Award                    | The Hour   | Candidata |
| 1997 | Best Actress in a Supporting Role | Laurence Olivier Theatre Award | -          | Candidata |